# Vũ điệu đón xuân
Vũ điệu đón xuân là một bộ phim truyền hình được thực hiện bởi Hãng phim Xuân Phước do Xuân Phước làm đạo diễn. Phim phát sóng vào lúc 20h00 từ thứ 2 đến thứ 7 hàng tuần bắt đầu từ ngày 11 tháng 2 năm 2022 và kết thúc vào ngày 12 tháng 3 năm 2022 trên kênh THVL1.

## Nội dung
Vũ điệu đón xuân xoay quanh đoàn lân Hào Dũng Đường gồm các thành viên: ông Hùng (Quý Dũng), năm đứa con - Lân (Thanh Duy), Sư (Lương Thế Thành), Long (Nguyễn Quốc Trường Thịnh), Xuân (Thúy Diễm), bé Út Phụng (Khang Vy) và bà Mơ (Phương Dung). Gọi là có năm người con nhưng thực tế chỉ có Xuân là con ruột của ông Hùng, còn lại đều do ông Hùng đưa về cưu mang.

## Diễn viên
- Thanh Duy trong vai Lân[5][6]
- Kha Ly trong vai Thu Hà[7]
- Khang Vy trong vai Út Phụng
- Lương Thế Thành trong vai Sư[8][9]
- Thúy Diễm trong vai Xuân[10][11]
- Nguyễn Quốc Trường Thịnh trong vai Long
- Diệp Bảo Ngọc trong vai Trang[12][13][14]
- Phương Dung trong vai Bà Mơ
- Thanh Tùng trong vai Ông Tơ
- Trịnh Xuân Nhản trong vai Ông Khang
- Quý Dũng trong vai Ông Hùng
- Tính Phong trong vai Ông Hùng (lúc trẻ)
- Huỳnh Trang Nhi trong vai Bà Tuyết
- Bùi Thanh Châu trong vai Hoa
- Dương Trí Nghĩa trong vai Nam

Cùng một số diễn viên khác....

## Ca khúc trong phim
- Vũ điệu mùa xuân

Sáng tác: Tuấn Khanh
Thể hiện: Dàn diễn viên
- Vũ khúc mùa xuân

Sáng tác: Lê Quốc Dũng
Thể hiện: Dàn diễn viên